# Kærlighed i asyl
Kærlighed i asyl er en dansk kortfilm fra 2012, der er instrueret af Elombe Brice Parfait efter manuskript af Miki Shack Mikkelsen.

## Handling
Denne artikel mangler et handlingsreferat. Hjælp os med at skrive det.